# Abisso di Padirac

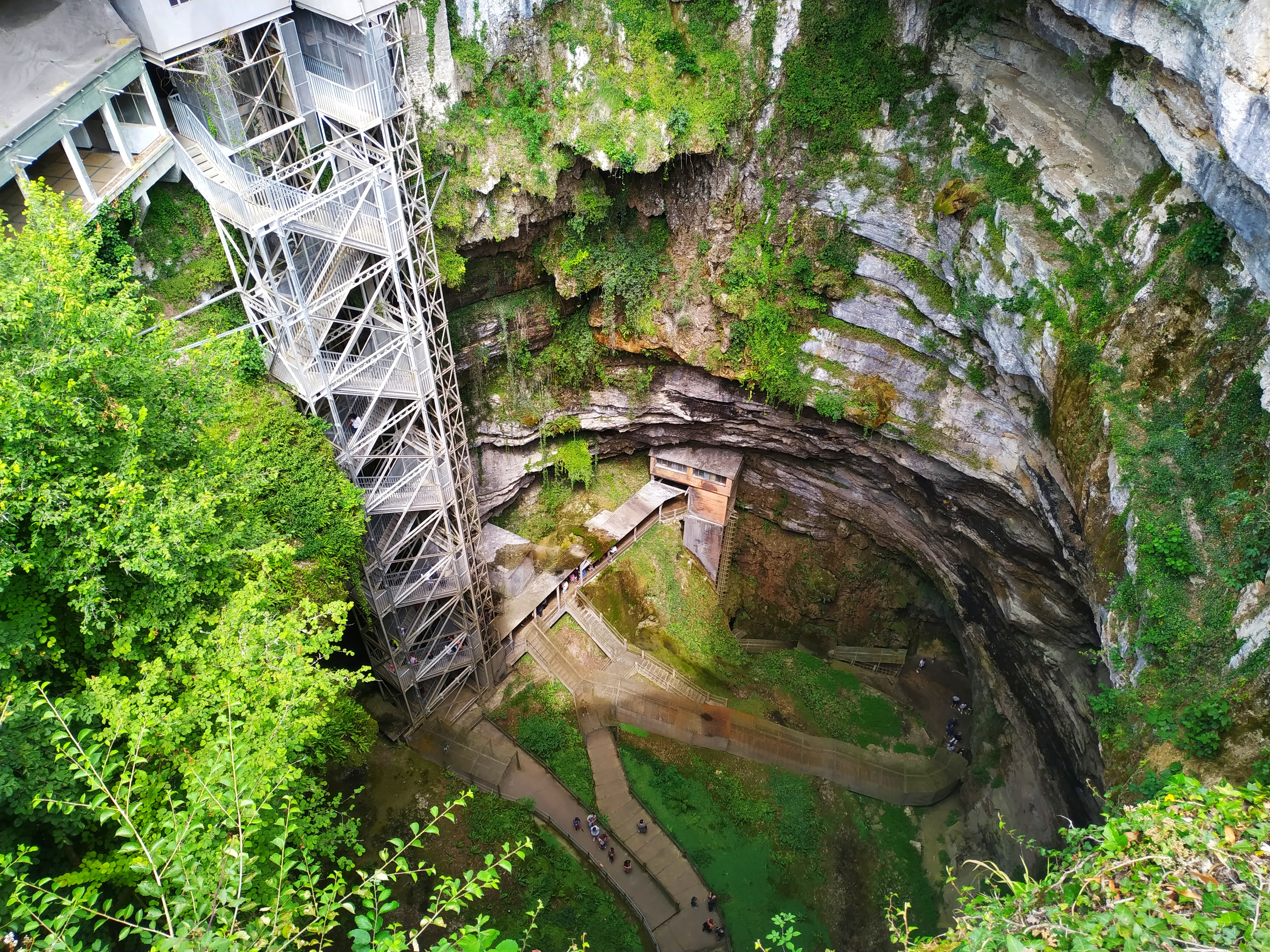
L'abisso di Padirac (gouffre de Padirac)

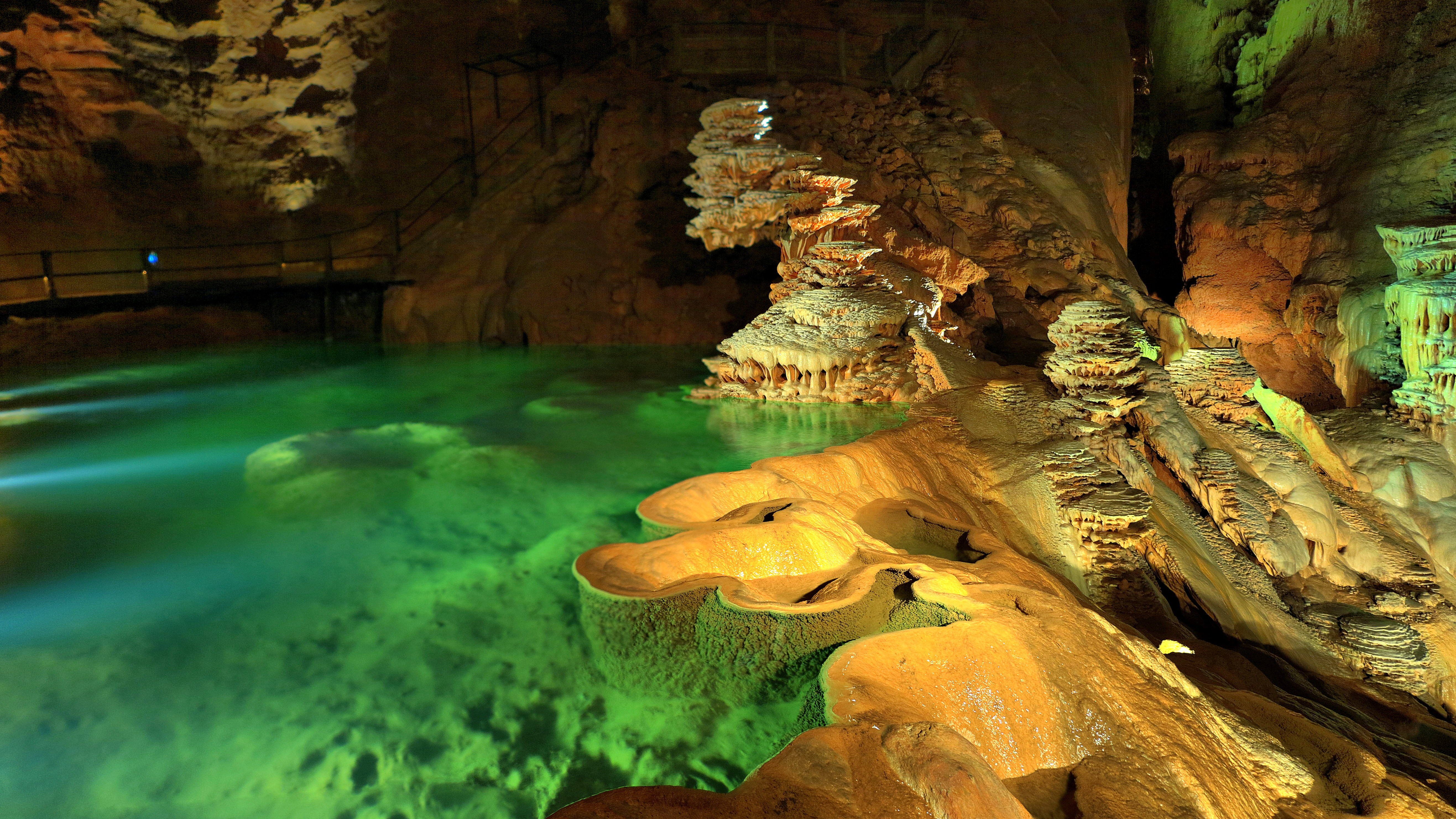
Lago all'interno delle grotte

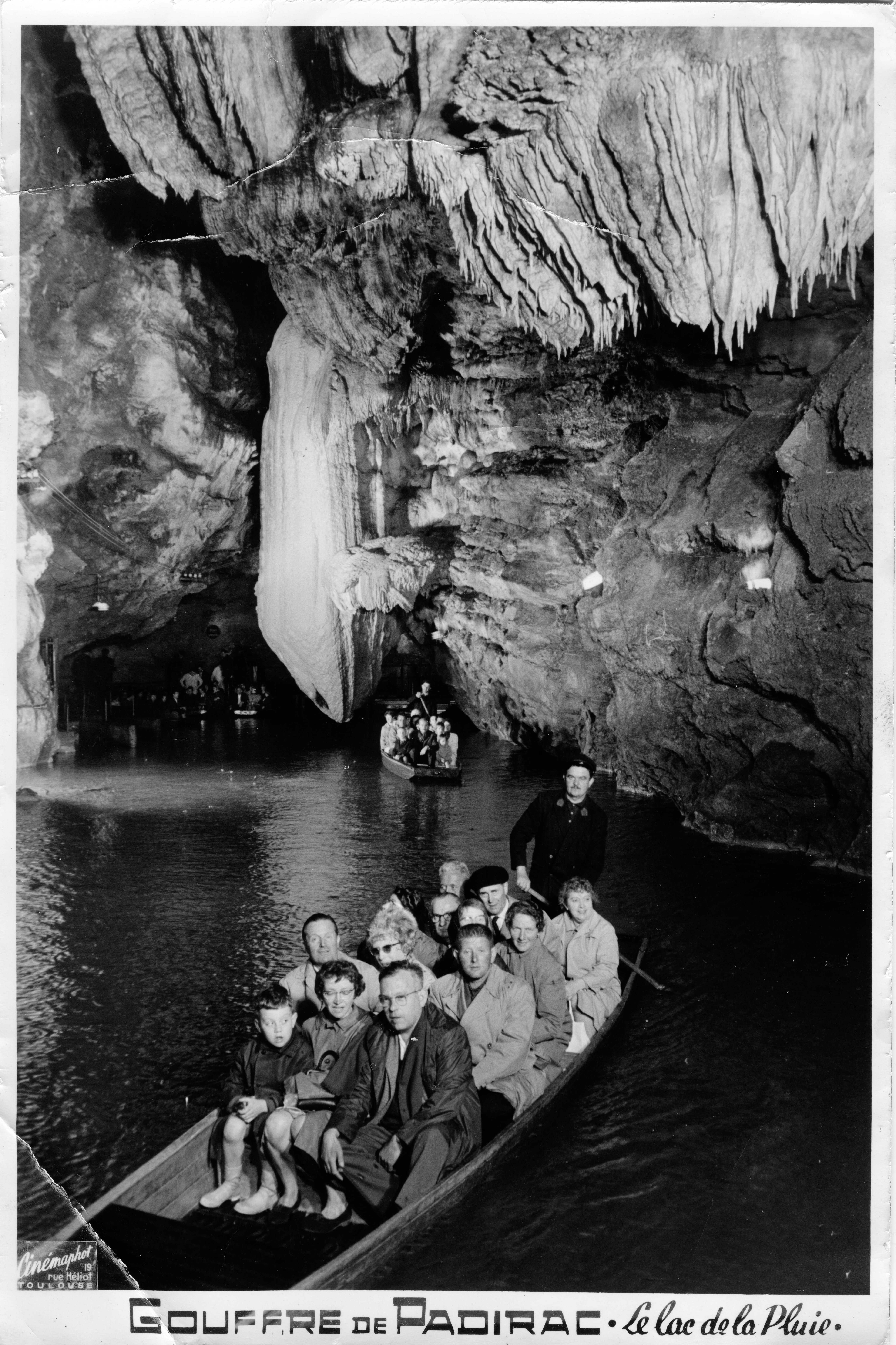
Visite turistiche all'interno delle grotte alla fine degli anni sessanta

L'abisso o baratro o pozzo di Padirac (in francese Gouffre de Padirac) è una cavità naturale situata nei pressi della località francese di Padirac (dintorni di Rocamadour), nel dipartimento del Lot (Occitania, Francia sud-occidentale) e che conduce a un complesso di grotte, la scoperta delle quali risale al 1889.

## Geologia
L'abisso di Padirac si sarebbe formato in seguito all'erosione e all'affondamento di una volta sotterranea.

## Storia
Durante la guerra dei cent'anni (1337-1453), l'abisso potrebbe aver costituito un rifugio per gli abitanti del villaggio di Padirac, completamente raso al suolo nel corso del conflitto dagli Inglesi. Secondo la leggenda, gli stessi Inglesi vi avrebbero nascosto dei tesori arraffati nel corso del conflitto Un documento del XVI secolo parla poi dell'estrazione di salnitro in loco.
Negli anni sessanta del XIX secolo numerosi avventurieri si addentrarono all'interno dell'abisso di Padirac. Tra i vari tentativi, vi fu quello effrettuato nel 1867 dal conte Murat e da De Salvagnac, che si calarono all'interno con l'ausilio di una corda.
La scoperta del complesso di grotte si deve però all'avvocato trentenne Édouard-Alfred Martel, considerato il padre della speleologia moderna, che si addentrò nei cunicoli assieme a tre amici Gabriel Gaupillat, Emile Foulquier e Louis Armand, nel luglio del 1889. Dopo essersi di essere stati bloccati da un fiume sotterraneo nel primo giorno di esplorazione, i quattro ripresero l'esplorazione il 10 luglio 1889 a bordo di un'imbarcazione chiamata "Crocodile" e scoprirono quindi varie stalattiti e stalagmiti all'interno del complesso.
Il 10 aprile 1899, le grotte furono aperte al pubblico.

## Descrizione
L'abisso che conduce alle grotte ha una profondità di 75 metri e un diametro di 35 metri.
Il complesso è poi costituito da 42 chilometri di gallerie, che si trovano a una profondità massima di 103 metri. La temperatura all'interno delle grotte si aggira intorno ai 13 °C.
Tra i punti d'interesse all'interno delle grotte, figurano una sala dell'altezza di 94 metri nota come la Salle du Grand Dôme, un laghetto sotterraneo noto come Lac de la Pluie ("lago della pioggia") e una stalagmite dell'altezza di 60 metri chiamata la "Grande Pendeluque".

## Leggende
Secondo la leggenda, l'abisso di Padirac sarebbe stato creato dal tallone del diavolo dopo un incontro con san Martino di Tours, che stava effettuando un'escursione spirituale in quei luoghi.

## Turismo
Circa 9 km dei cunicoli non sono accessibili al pubblico. Le visite al sito vengono effettuate in parte a piedi e in parte in barca.